# گرااوتی
گرااوتی جماعت و شهرکی در جنوب غربی کشور تاجیکستان است که در ناحیهٔ جیلی‌کول ولایت ختلان قرار دارد. جمعیت این جماعت ۴۵۸۹ است.